# توم ريجان
توم ريجان (بالإنجليزية: Tom Regan)‏ (28 نوفمبر 1938–17 فبراير 2017) هو فيلسوف، وبروفسور في الفلسفة بجامعة ولاية كارولاينا الشمالية أمريكي راحل.
كان متخصصا في نظرية حقوق الحيوان، وألف في فلسفة حقوق الحيوان العديد من الكتب، منها كتاب قضية حقوق الحيوان، الذي ألفه عام 1983، والذي أثر بشكل كبير على حركة حقوق الحيوان الحديثة. في هذا الكتاب، جادل بأن الحيوانات غير البشرية هي ما سماها «موضوعات الحياة»، مثلما هو حال البشر، وهذا إذا أردنا أن نقدر قيمة لجميع البشر بغض النظر عن قدرتهم على أن يكونوا عقلانيين، ثم لكي نكون متسقين، يجب علينا وبالمثل نسندها إلى غير البشر.
من عام 1985، خدم مع زوجته نانسي كمؤسس مشارك ورئيس مشارك لمؤسسة الثقافة والحيوان، وهي منظمة غير ربحية «ملتزمة بتعزيز نمو المساعي الفكرية والفنية التي يجمعها اهتمام إيجابي بالحيوانات».
تذكره جمعية النباتيين بأنه «رجل نباتي قوي وناشط».

## تعليمه ومهنته
تخرج ريجان من كلية ثيل في عام 1960، وحصل على درجة الماجستير في عام 1962 وحصل على درجة الدكتوراه عام 1966 من جامعة فرجينيا. قام بتدريس الفلسفة في جامعة ولاية كارولاينا الشمالية من عام 1967 حتى عام 2001. أخرج ريجان فيلم عام 1986 نحن كلنا نوح والذي يتوفر على شريط فيديو في إتش إس.

## حياته الشخصية
لديه من الأبناء برايان وكارين.
توفي في منزله بولاية كارولاينا الشمالية في 17 فبراير 2017، أثر مرض ذات الرئة.

## وصلات خارجية
- توم ريجان على موقع IMDb (الإنجليزية)
- توم ريجان على موقع الموسوعة البريطانية (الإنجليزية)
- الموقع الرسمي
- الموقع الرسمي
- Culture & Animals Foundation
- Tom Regan Animal Rights Archive
- Guide to the Tom Regan Papers
- Tribute to Tom Regan, by Rainer Ebert
- Animals 24-7 obituary for Tom Regan: "Evolved from butcher to leading advocate of vegan philosophy"